# De Staat (Andriessen)
Pour les articles homonymes, voir De Staat.

De Staat est une œuvre de musique minimaliste de Louis Andriessen.

## Développement
Cette œuvre, composée entre 1972 et 1976, est créée en novembre 1976 à Amsterdam. Andriessen dit de sa composition ce qui suit : « J'ai écrit De Staat comme une contribution au débat sur le rapport entre la musique et la politique. Plusieurs compositeurs voient leur œuvre comme quelque chose qui est au-dessus ou d'une autre manière supérieur à l'influence sociale de l'état. Je ne suis pas d'accord avec cette façon de penser. La manière dont est arrangée la matière musicale, les techniques qu'elle emploie et la sorte d'instruments pour lesquels on écrit deviennent en grande partie déterminés par le propre arrière-plan social et l'expérience de l'écoute, et l'affranchissement des soutiens financiers. »
Ce morceau reprend des passages de dialogues de Platon tirés de La République. Là-dessus, Andriessen déclare : « Son texte est polémique sur le plan politique, peut-être même complètement négatif : tout le monde peut voir que le jugement de Platon, selon lequel l'échelle de tons myxolydienne doit être interdit à cause d'une influence néfaste sur le développement de l'esprit, est absurde. »
Ce morceau est composé de tétracordes, des groupes de quatre notes.

## Orchestration
- Instruments : 4 hautbois (dont deux cors anglais), 4 trompettes, 4 cors, 4 trombones, 2 guitares électriques, guitare basse, 2 harpes, 2 pianos, 4 violons altos.
- Voix : 2 sopranos et 2 mezzo-sopranos.